# Johannes Behm
Johannes Martin Behm (* 6. Juni 1883 in Doberan; † 13. Oktober 1948 in Berlin) war ein deutscher lutherischer Theologe und Hochschullehrer.

## Leben
Behm, ein Sohn des späteren Landesbischofs von Mecklenburg-Schwerin Heinrich Behm, studierte ab 1901 an den Universitäten Erlangen und Rostock und legte 1905 sein erstes theologisches Examen ab. Während seines Studiums wurde er 1901 Mitglied der christlichen Studentenverbindung Uttenruthia Erlangen. Seit 1908 Repetent für Neutestamentliche Exegese an der Universität Erlangen, wurde er 1911 dort zum Lizentiaten promoviert und lehrte seit 1912 als Privatdozent für Neutestamentliche Theologie. Nach kurzem Intermezzo in Breslau und Einsatz als Soldat im Ersten Weltkrieg wurde Behm 1916 als ao. Professor an die Universität Königsberg berufen, wo er 1920 zum ordentlichen Professor aufrückte. 1923 wechselte er an die Universität Göttingen und amtierte dort 1930/31 als Rektor.
Nach der Machtergreifung der Nationalsozialisten unterzeichnete er das Bekenntnis der Professoren an den deutschen Universitäten und Hochschulen zu Adolf Hitler im November 1933. 1935 wurde er – wohl nicht zuletzt aufgrund seiner Zugehörigkeit zu den Deutschen Christen – als Nachfolger Adolf Deißmanns auf die Professur für Neues Testament und ältere Kirchen- und Dogmengeschichte an der Friedrich-Wilhelms-Universität Berlin berufen. Er beantragte am 30. August 1937 die Aufnahme in die NSDAP und wurde rückwirkend zum 1. Mai desselben Jahres aufgenommen (Mitgliedsnummer 4.577.626). Nach Kriegsende wurde er noch 1945 durch die Militärregierung entlassen.

## Schriften (Auswahl)
- Die Handauflegung im Urchristentum nach Verwendung, Herkunft und Bedeutung in religionsgeschichtlichem Zusammenhang. Deichert, Leipzig 1911 (Nachdruck Darmstadt 1968).
- Pneumatische Exegese? Ein Wort zur Methode der Schriftauslegung. Bahn, Schwerin 1926
- Die mandäische Religion und das Christentum. Deichert, Leipzig 1927.
- Altes Testament und deutsches Christentum. H. Beyer, Langensalza 1927.
- Geschichte und Geheimnis des Neuen Testaments. Stiftungsverlag, Potsdam 1939.

Als Bearbeiter
- mit Julius Sieden: Im Dienste des Herrn. Blätter aus der Arbeit des Heinrich Behm, Landesbischof in Mecklenburg-Schwerin. Mit einem Bilde des Verfassers. Bahn, Schwerin 1930.
- Paul Feine: Einleitung in das Neue Testament. 8. Aufl., neu bearbeitet von Johannes Behm. Quelle und Meyer, Leipzig 1936 (und weitere Auflagen).
- Die Offenbarung des Johannes (= Das Neue Testament, Deutsch; Teilband 11). Vandenhoeck & Ruprecht, Göttingen 1937 (und weitere Auflagen).